# فوکینگ هاوزن
فوکینگ هاوزن (به آلمانی: Föckinghausen) یک منطقهٔ مسکونی در آلمان است که در اشمالنبرگ واقع شده‌است. فوکینگ هاوزن ۱۴ نفر جمعیت دارد.